# Ruselectronics
Ruselectronics è un'azienda russa con sede a Mosca, per la produzione di componenti elettronici a semiconduttore. L'azienda è di proprietà della ROSTEC, una società statale fondata nel 2007 allo scopo di sviluppare ed esportare prodotti hi-tech ad uso civile e militare.
Ruselectronics è responsabile della produzione di circa l'80 percento di tutti i componenti elettronici russi.